# Rhizotrogus carduorum
Rhizotrogus carduorum är en skalbaggsart som beskrevs av Wilhelm Ferdinand Erichson 1841. Rhizotrogus carduorum ingår i släktet Rhizotrogus och familjen Melolonthidae. Inga underarter finns listade i Catalogue of Life.